# 拉雷奥勒
拉雷奥勒（法語：La Réole，法語發音：[la ʁeɔl]），法国西南部城市，新阿基坦大区吉伦特省的一个市镇，隶属于朗贡区，其市镇面积为12.53平方公里，2022年1月1日时人口数量为4,441人，在法国城市中排名第2,529位。
拉雷奥勒位于吉伦特省东南部，加龙河右岸，是一个区域性的中心城市，波尔多－塞特铁路和多条干线公路在此交汇。拉雷奥勒是法国“艺术与历史之城”，其修道院是当地的地标性建筑物。

## 地名来源
“Réole”一名来源于拉丁语单词“regula”，意为“规则”，可能与当地历史上的天主教会及圣本笃准则有关。
拉雷奥勒所处区域历史上曾通行加斯科涅方言，“La Réole”对应的奥克语拼写为“La Rèula”。
该地在中文谷歌地图中的译名为“拉雷奥尔”，此名称为地图从Wikidata上抓取的中文维基早期机翻误译，且这一误译已被部分汉语资料使用；而“拉雷奥勒”一名已修正，符合法汉译音规则，也是《世界地名译名词典》收录的译名。

## 历史

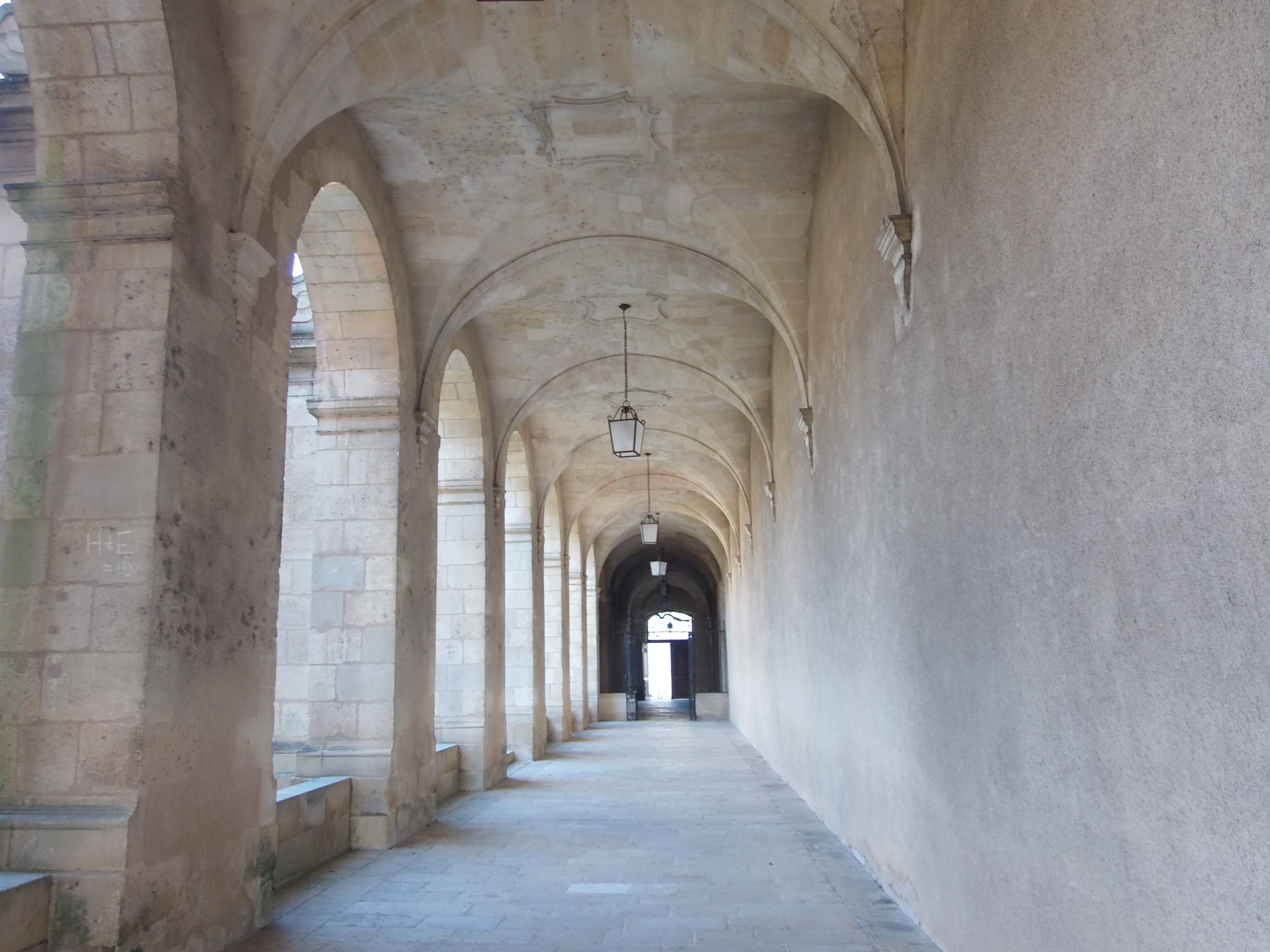
修道院门廊

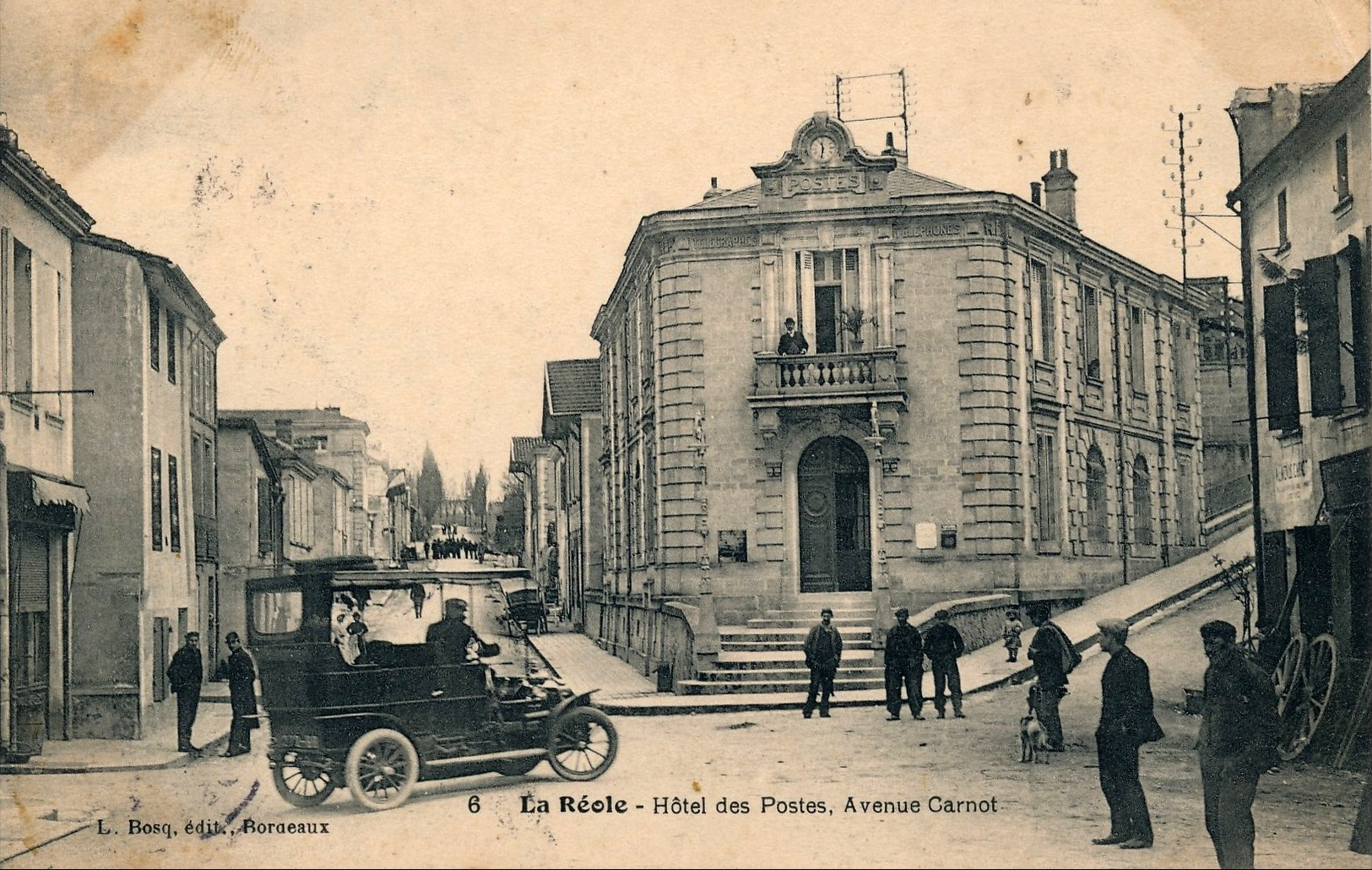
20世纪初的拉雷奥勒

拉雷奥尔的早期历史尚不清楚，其所在的加龙河下游河谷地区曾发现多处新石器时期的人类活动遗迹。拉雷奥勒城市始建于公元977年，彼时，该区域为某个修道院的领土，拉雷奥勒因加龙河航运而逐渐形成港口，并由此吸引了很多贵族商人。12世纪时，拉雷奥勒修建了城墙，其主楼布罗德坎塔（La tour Brodequin）亦为一处修道院，镇中心则新建了市政厅大楼。1224年，在法兰西国王查理八世的要求下，拉雷奥勒出现了城塞。英法百年战争初期，拉雷奥勒多次遭到破坏。宗教战争期间，拉雷奥勒亦多次被胡格诺派包围。17世纪时，拉雷奥勒先后遭遇投石党乱和黑死病疫情，当地社会经济出现严重衰退。18世纪初，拉雷奥勒逐渐恢复，拉雷奥勒修道院于1774年建成。法国大革命后，拉雷奥勒成为吉伦特省的一个市镇，并在1793至1801年间为该省的一个地区行署，后改建为副省会。1815年，因不满拿破仑政府，拉雷奥勒及其附近地区爆发了大规模的抗议。工业革命期间，途径拉雷奥勒的波尔多－塞特铁路建成通车，后者为法国西南部的重要铁路干线。1926年9月，拉雷奥勒副省政府被撤销，原拉雷奥勒区整体并入朗贡区。1935年，横跨加龙河的公路悬索桥建成通车。2013年，拉雷奥勒获得由法国文化部颁布的“艺术与历史之城”称号。2019年12月和2021年2月，加龙河拉雷奥勒段两次发生特大洪水，造成其市区多处街道被淹没，此后，当地政府对加龙河堤坝进行了加固维修。

## 地理

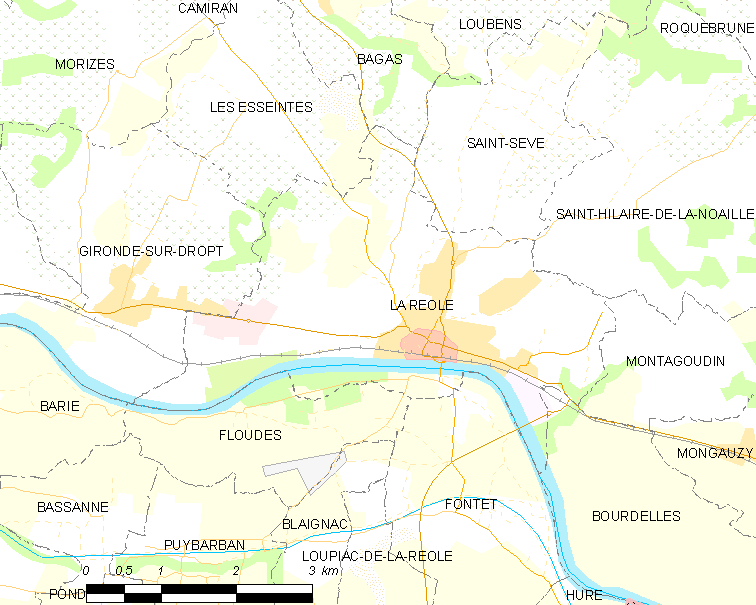
拉雷奥勒市镇范围地图

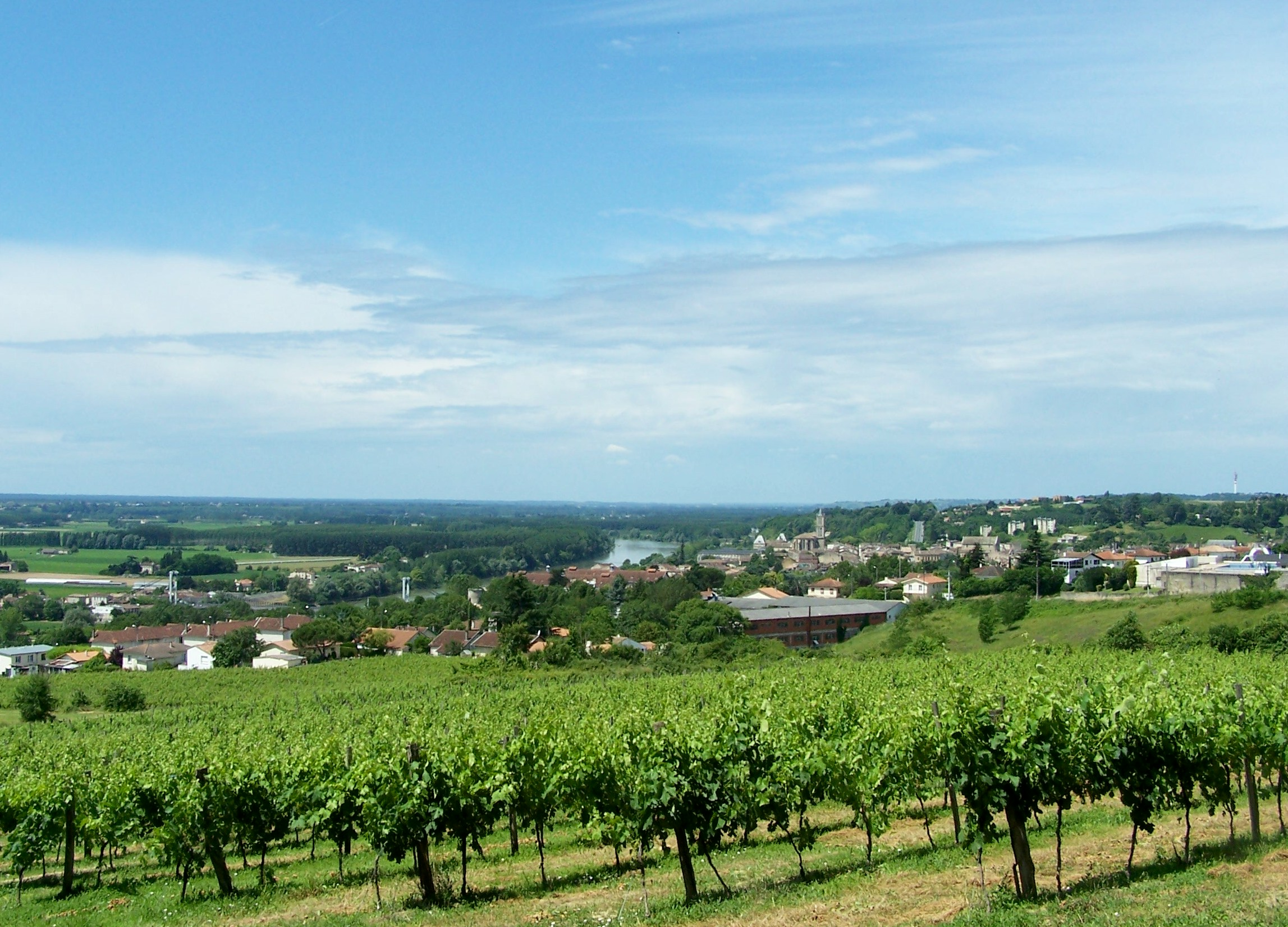
拉雷奥勒附近的葡萄酒种植园

拉雷奥勒位于法国西南部，新阿基坦大区中部和吉伦特省东南部，距离省会波尔多大约64公里。与拉雷奥勒接壤的市镇包括：圣塞夫、弗卢代斯、巴加斯、布尔代勒、莱塞桑特、丰泰、德罗河畔吉伦特、蒙塔古丹、圣伊莱尔-德拉诺阿耶。

### 地形
拉雷奥勒位于阿基坦盆地东部，境内以浅丘和丘陵为主，市镇中心位于一处河谷右岸，地势自河畔向外侧抬升，部分街区起伏明显，全境海拔在5到133米之间。

### 水文
加龙河干流自东向西流经拉雷奥勒市区南部，其右岸支流沙罗河（Le Charros）自北向南流经市中心，后者水量较小，部分河段被人工建筑物覆盖。

### 植被
拉雷奥勒属于温带阔叶混交林区，林地多分布于河流附近及坡地地区。
在鲜花城市的评比中，拉雷奥勒被评为2星级鲜花城市。

### 气候
拉雷奥勒在柯本气候分类法中属于带有地中海特征的温带海洋性气候。
拉雷奥勒境内设有常年气象站，自2008年起投入使用，以下为该气象站的数据（其中降水数据取自索泰尔讷气象站、日照数据取自波尔多气象站）：
| 拉雷奥勒 2008年－2019年 | 拉雷奥勒 2008年－2019年 | 拉雷奥勒 2008年－2019年 | 拉雷奥勒 2008年－2019年 | 拉雷奥勒 2008年－2019年 | 拉雷奥勒 2008年－2019年 | 拉雷奥勒 2008年－2019年 | 拉雷奥勒 2008年－2019年 | 拉雷奥勒 2008年－2019年 | 拉雷奥勒 2008年－2019年 | 拉雷奥勒 2008年－2019年 | 拉雷奥勒 2008年－2019年 | 拉雷奥勒 2008年－2019年 | 拉雷奥勒 2008年－2019年 |
| 月份                    | 1月                     | 2月                     | 3月                     | 4月                     | 5月                     | 6月                     | 7月                     | 8月                     | 9月                     | 10月                    | 11月                    | 12月                    | 全年                    |
| ----------------------- | ----------------------- | ----------------------- | ----------------------- | ----------------------- | ----------------------- | ----------------------- | ----------------------- | ----------------------- | ----------------------- | ----------------------- | ----------------------- | ----------------------- | ----------------------- |
| 历史最高温 °C（°F）     | 17.2 (63.0)             | 21.1 (70.0)             | 25.5 (77.9)             | 29.4 (84.9)             | 30.8 (87.4)             | 36.1 (97.0)             | 35.5 (95.9)             | 39.2 (102.6)            | 33.8 (92.8)             | 30.7 (87.3)             | 21.3 (70.3)             | 19.8 (67.6)             | 39.2 (102.6)            |
| 平均高温 °C（°F）       | 9.1 (48.4)              | 12.2 (54.0)             | 14 (57)                 | 18.1 (64.6)             | 21.4 (70.5)             | 24.9 (76.8)             | 26.6 (79.9)             | 26.8 (80.2)             | 23.9 (75.0)             | 19.1 (66.4)             | 12.5 (54.5)             | 9 (48)                  | 18.1 (64.6)             |
| 日均气温 °C（°F）       | 4.8 (40.6)              | 6.9 (44.4)              | 8.8 (47.8)              | 12.3 (54.1)             | 15.7 (60.3)             | 19 (66)                 | 19.4 (66.9)             | 20.2 (68.4)             | 16.9 (62.4)             | 13.3 (55.9)             | 8.7 (47.7)              | 5.6 (42.1)              | 12.6 (54.7)             |
| 平均低温 °C（°F）       | 1.5 (34.7)              | 1.6 (34.9)              | 3.6 (38.5)              | 6.6 (43.9)              | 10 (50)                 | 13.1 (55.6)             | 14 (57)                 | 13.6 (56.5)             | 10 (50)                 | 7.5 (45.5)              | 5 (41)                  | 2 (36)                  | 7.4 (45.3)              |
| 历史最低温 °C（°F）     | −8.2 (17.2)             | −12.9 (8.8)             | −6.8 (19.8)             | −1.9 (28.6)             | 2.6 (36.7)              | 5.1 (41.2)              | 7.4 (45.3)              | 6.1 (43.0)              | 1.9 (35.4)              | −4 (25)                 | −9.2 (15.4)             | −6.7 (19.9)             | −12.9 (8.8)             |
| 平均降水量 mm（）       | 73.3 (2.89)             | 60.5 (2.38)             | 57 (2.2)                | 77.7 (3.06)             | 74.5 (2.93)             | 51.3 (2.02)             | 49.6 (1.95)             | 65.8 (2.59)             | 66.9 (2.63)             | 78 (3.1)                | 89.4 (3.52)             | 81.2 (3.20)             | 825.2 (32.49)           |
| 月均日照時數            | 96                      | 114.9                   | 169.7                   | 182.1                   | 217.4                   | 238.7                   | 248.5                   | 242.3                   | 202.7                   | 147.2                   | 94.4                    | 81.8                    | 2,035.7                 |
| 来源：infoclimat.fr     |                         |                         |                         |                         |                         |                         |                         |                         |                         |                         |                         |                         |                         |

## 行政区划
拉雷奥勒的市镇编号为33227，邮政编号为33210。
在行政管理方面，拉雷奥勒隶属于法国新阿基坦大区吉伦特省朗贡区；在地方选举方面，朗贡隶属于拉雷奥勒地区-莱巴斯蒂德县，其市镇范围全境被划入吉伦特省第十二选区；在社会管理方面，朗贡是南吉伦特拉雷奥勒市镇公共社区的办公驻地的组成部分。
法国国家统计与经济研究所（简称）在进行数据统计时，将拉雷奥勒及相邻的另外4个市镇设为拉雷奥勒城市核心区，并将包括核心区在内的周边共7个市镇划为拉雷奥勒城市区。自2020年起，拉雷奥勒城市区被包含20个市镇的拉雷奥勒城市辐射区代替。此外，还将拉雷奥勒市镇整体看作一个“块区”（IRIS），以便于统计人口分布情况。

## 交通

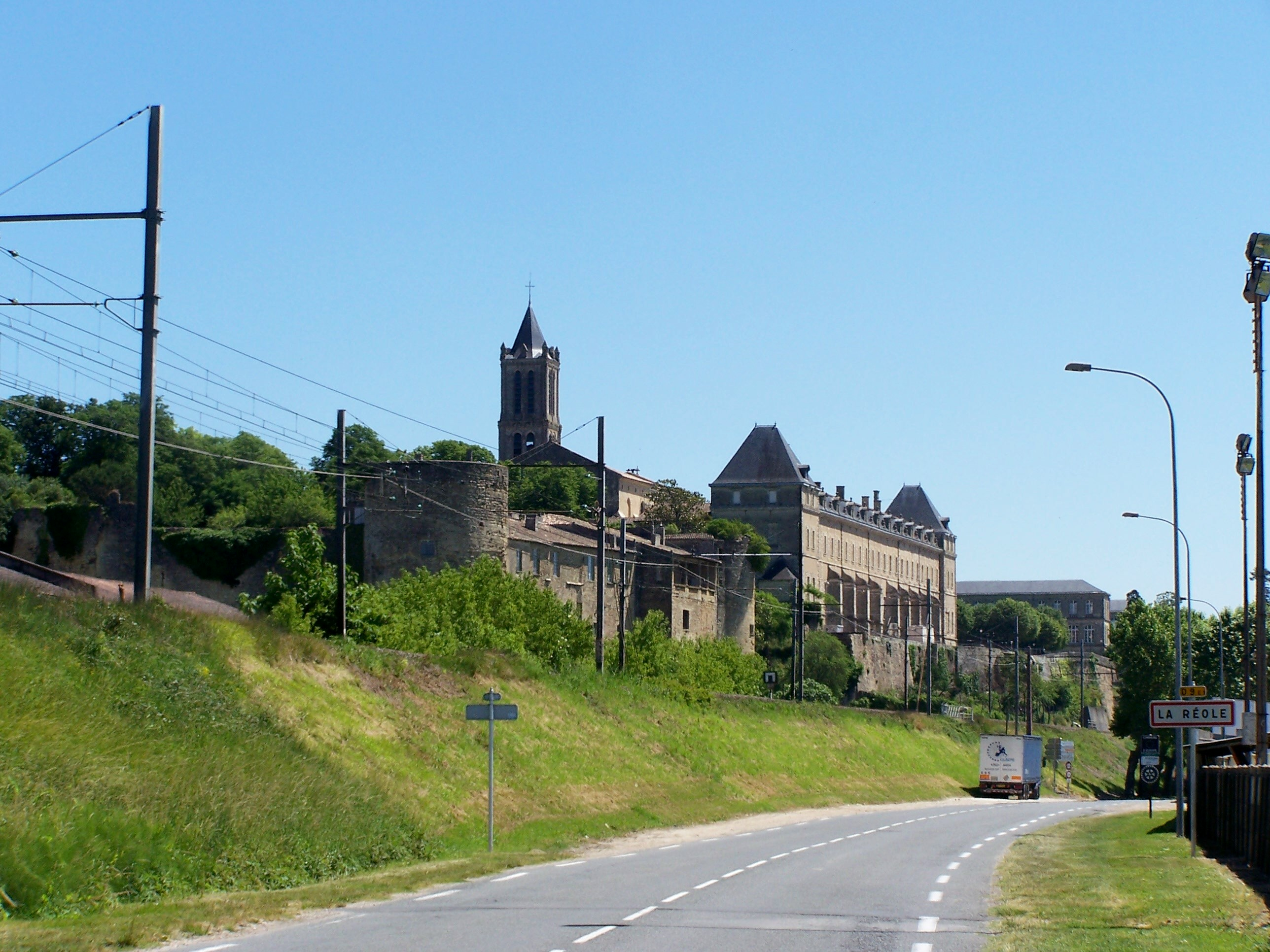
拉雷奥勒附近的一条公路

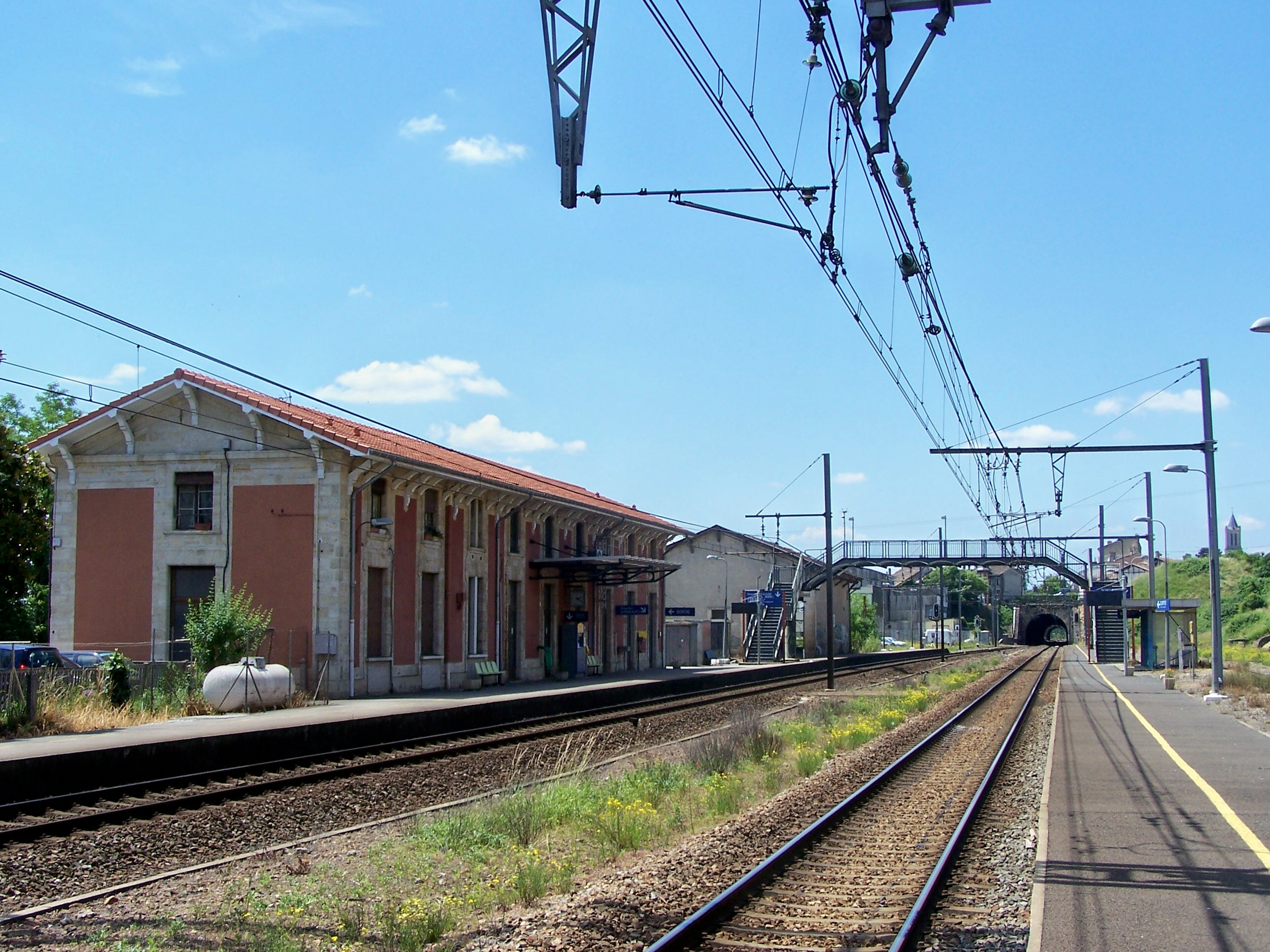
拉雷奥勒火车站的股道

### 公路
多条吉伦特省省道在拉雷奥勒境内交汇。新阿基坦大区下属的城际客运提供巴士线路，可前往吉耶讷地区索沃泰尔。
| 4 | 11 |

| 波尔多 | 77 |

| 马尔芒德 | 21 |

| 朗贡 | 20 |

2018年，65.8%的拉雷奥勒家庭拥有至少一辆私人汽车。2019年，拉雷奥勒境内共发生各类交通事故3起，造成4人受伤。

### 铁路
拉雷奥勒位于波尔多－塞特铁路上。拉雷奥勒站位于市区东南部，停靠往返于波尔多和阿让一线的区域列车。

### 航空
距离拉雷奥勒最近的民用航空站为波尔多-梅里尼亚克机场，距离拉雷奥勒市中心的公路里程约81公里。

### 城市公共交通
截至2022年6月，拉雷奥勒暂无城市公共交通系统。当地市镇公共社区开行覆盖其境内所有市镇的校车线路。

## 政治

### 市政内阁

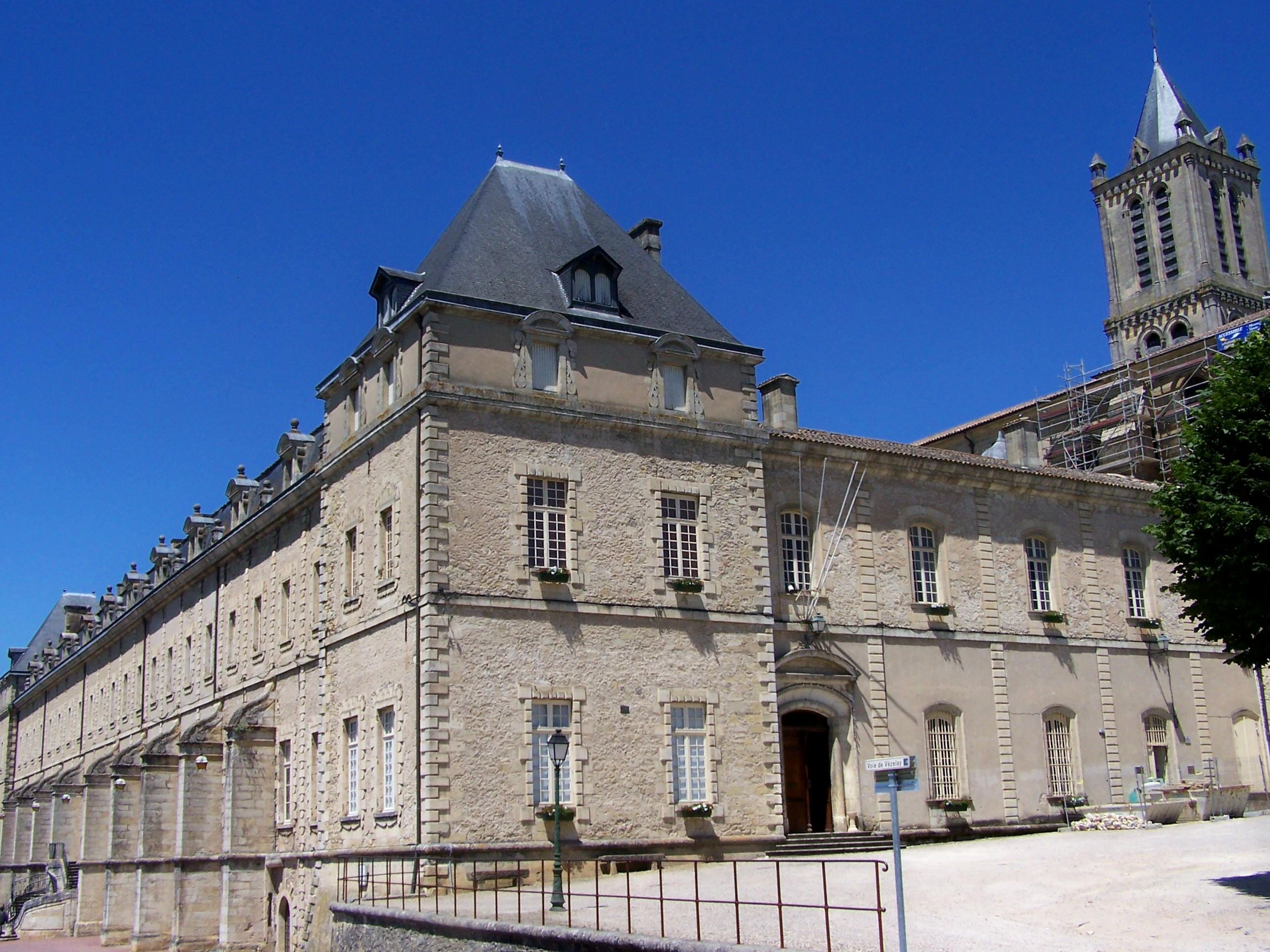
拉雷奥勒市政厅

拉雷奥勒的现任市长为布吕诺·马尔蒂先生（Bruno MARTY），他是左翼联盟的一名成员，在2020年的市政选举中获得了72.63%的支持率。
| 拉雷奥勒历届市长 | 拉雷奥勒历届市长                          | 拉雷奥勒历届市长     |
| 任期             | 市长                                      | 党派                 |
| ---------------- | ----------------------------------------- | -------------------- |
| 1945年－1977年   | Jean DELSOL 让·代尔索尔                   | RAD激进党            |
| 1977年－1989年   | Jean-Pierre ASTORGIS 让-皮埃尔·阿斯托尔吉 | 無黨籍               |
| 1989年－2014年   | Bernard CASTAGNET 贝尔纳·卡斯塔涅         | PS社会党             |
| 2014年－         | Bruno MARTY 布吕诺·马尔蒂                 | PS社会党 →UG左翼联盟 |

### 各级选举
| 拉雷奥勒历届投票选举结果 | 拉雷奥勒历届投票选举结果 | 拉雷奥勒历届投票选举结果 | 拉雷奥勒历届投票选举结果 | 拉雷奥勒历届投票选举结果          | 拉雷奥勒历届投票选举结果 | 拉雷奥勒历届投票选举结果 | 拉雷奥勒历届投票选举结果          | 拉雷奥勒历届投票选举结果 | 拉雷奥勒历届投票选举结果 |
| 选举项目                 | 选举范围                 | 选区单位                 | 选区单位内的选举结果     | 选区单位内的选举结果              | 选区单位内的选举结果     | 选区单位内的选举结果     | 选区单位内的选举结果              | 选区单位内的选举结果     | 参考资料                 |
| 选举项目                 | 选举范围                 | 选区单位                 | 第一轮胜出者             | 第一轮胜出者                      | 支持率                   | 第二轮胜出者             | 第二轮胜出者                      | 支持率                   | 参考资料                 |
| ------------------------ | ------------------------ | ------------------------ | ------------------------ | --------------------------------- | ------------------------ | ------------------------ | --------------------------------- | ------------------------ | ------------------------ |
| 2017年法國總統選舉       | 法國                     | 市镇                     |                          | 玛丽娜·勒庞                       | 23.36%                   |                          | 埃马纽埃尔·马克龙                 | 61.9%                    | [ 37 ]                   |
| 2017年法国立法选举       | 吉伦特省第十二选区       | 市镇                     |                          | 卡特里娜·韦西                     | 27.08%                   |                          | 克里丝泰尔·迪博斯                 | 51.08%                   | [ 37 ]                   |
| 2019年欧洲议会选举       | 法國                     | 市镇                     |                          | 若尔当·巴尔代拉                   | 28.24%                   | （不适用）               | （不适用）                        | （不适用）               | [ 39 ]                   |
| 2021年法国省级选举       | 吉倫特省                 | 县                       |                          | 达尼埃尔·巴尔布 克里丝泰尔·居约尼 | 39.01%                   |                          | 达尼埃尔·巴尔布 克里丝泰尔·居约尼 | 64.51%                   | [ 40 ]                   |
| 2021年法国省级选举       | 吉倫特省                 | 市镇                     |                          | 达尼埃尔·巴尔布 克里丝泰尔·居约尼 | 57.94%                   |                          | 达尼埃尔·巴尔布 克里丝泰尔·居约尼 | 71.75%                   | [ 40 ]                   |
| 2021年法国大区选举       |                          | 市镇                     |                          | 阿兰·鲁塞                         | 38.78%                   |                          | 阿兰·鲁塞                         | 47.91%                   | [ 41 ]                   |
| 2022年法国总统选举       | 法國                     | 市镇                     |                          | 玛丽娜·勒庞                       | 26.66%                   |                          | 埃马纽埃尔·马克龙                 | 51.33%                   | [ 37 ]                   |
| 2022年法国立法选举       | 吉伦特省第十二选区       | 市镇                     |                          | 布吕诺·马尔蒂                     | 36.74%                   |                          | 玛蒂尔德·费尔德                   | 53.02%                   | [ 37 ]                   |

## 人口
2018年，拉雷奥勒市镇人口数量为4,355，在法国排名第2,529位。其中男性2,134人，女性2,221人，75岁及以上人口占9.5%，外籍人口数量为1,118人，人口密度为348人/平方公里，当地居民被称为（男性）或（女性）。2019年，拉雷奥勒境内出生55人，死亡人口58人。
| 拉雷奥勒1901年－2019年人口变化情况 |
|                                    |
| 数据来源：Cassini、INSEE           |

## 经济

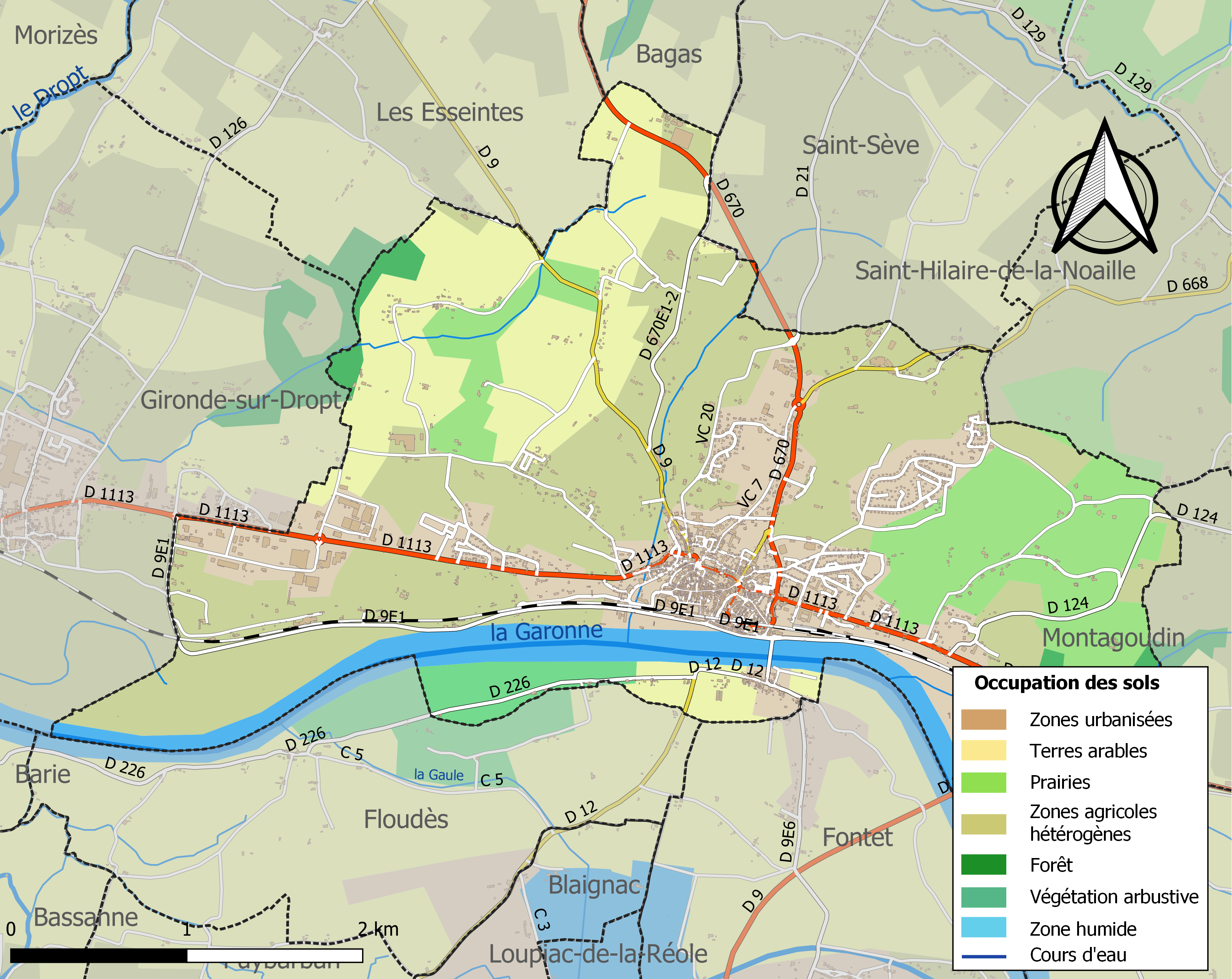
拉雷奥勒土地利用情况地图

拉雷奥勒是一个区域性的中心城市。截止2022年6月，拉雷奥勒市镇范围内共有各类用人单位（包含自雇）831家，平均历史为18年，其中99.56%为中小型企业（PME），2022年4月至6月间，当地的经济活力指数为0.84%。（厨具制造）、（建筑外墙）及（木材）是当地2021年营业额最高的三个企业，分别为9,318,125欧元、1,638,255欧元和110,437欧元。

## 财政与居民收入
2020年，拉雷奥勒的财政收入总额为4,966,490欧元，财政支出总额为4,186,450欧元，当年的债务总额为2,831,050欧元。2021年，拉雷奥勒共获得1,030,967欧元的国家财政补助，比上一年增加了9.95%。
2019年，拉雷奥勒的人均月收入总额为1,829欧元，其中高级职员为3,146欧元，低于法国平均水平（4,230欧元）；中级职员为2,280欧元，低于法国平均水平（2,411欧元）；普通职员为1,599欧元，亦低于法国平均水平（1,740欧元）。
2018年，拉雷奥勒境内的青壮年（15至64岁）失业率为21.7%，当地31.3%的家庭拥有纳税资格，平均纳税2,000欧元，低于法国平均水平（3,910欧元）。

## 社会事务

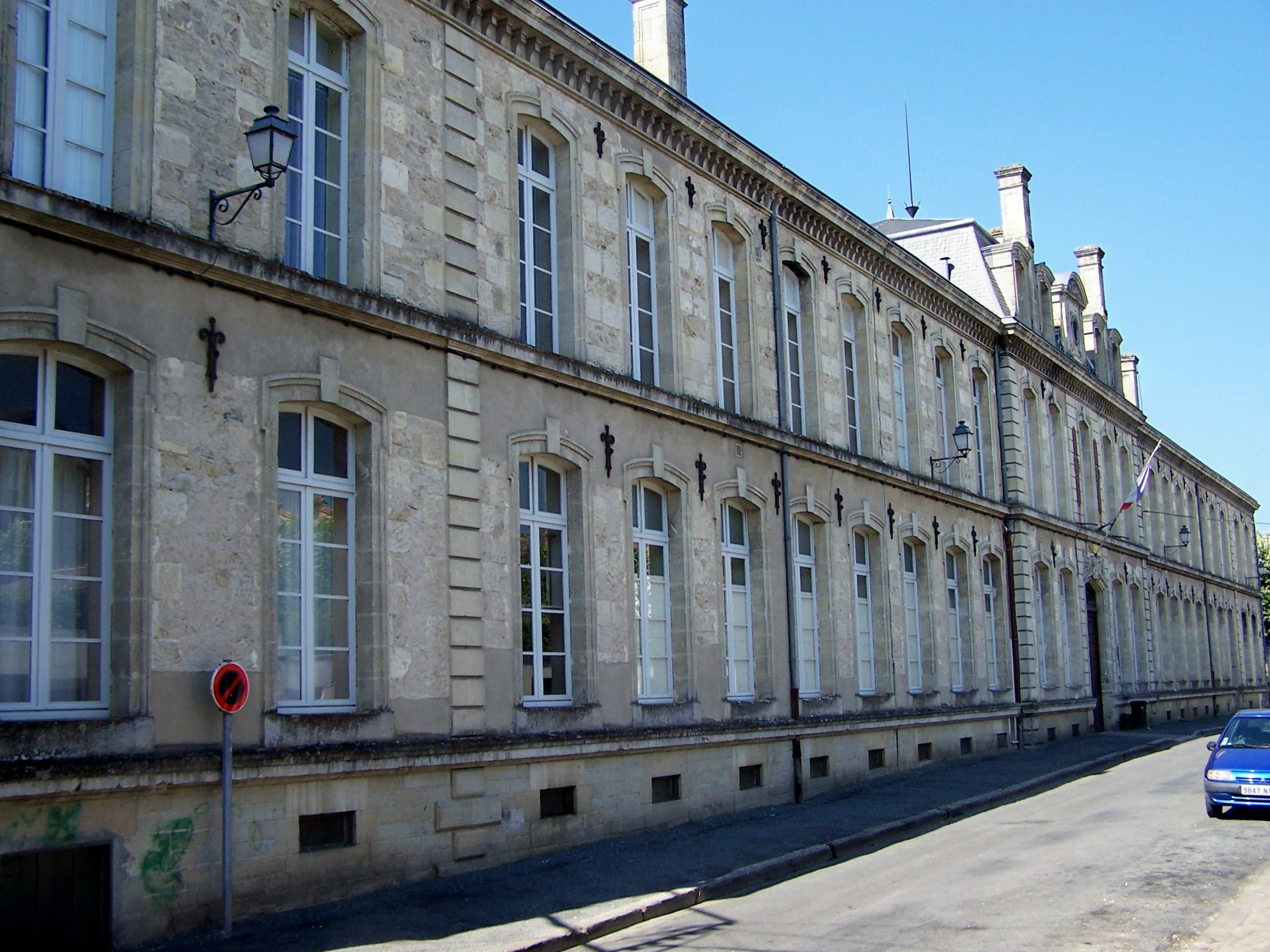
让·勒努高级中学

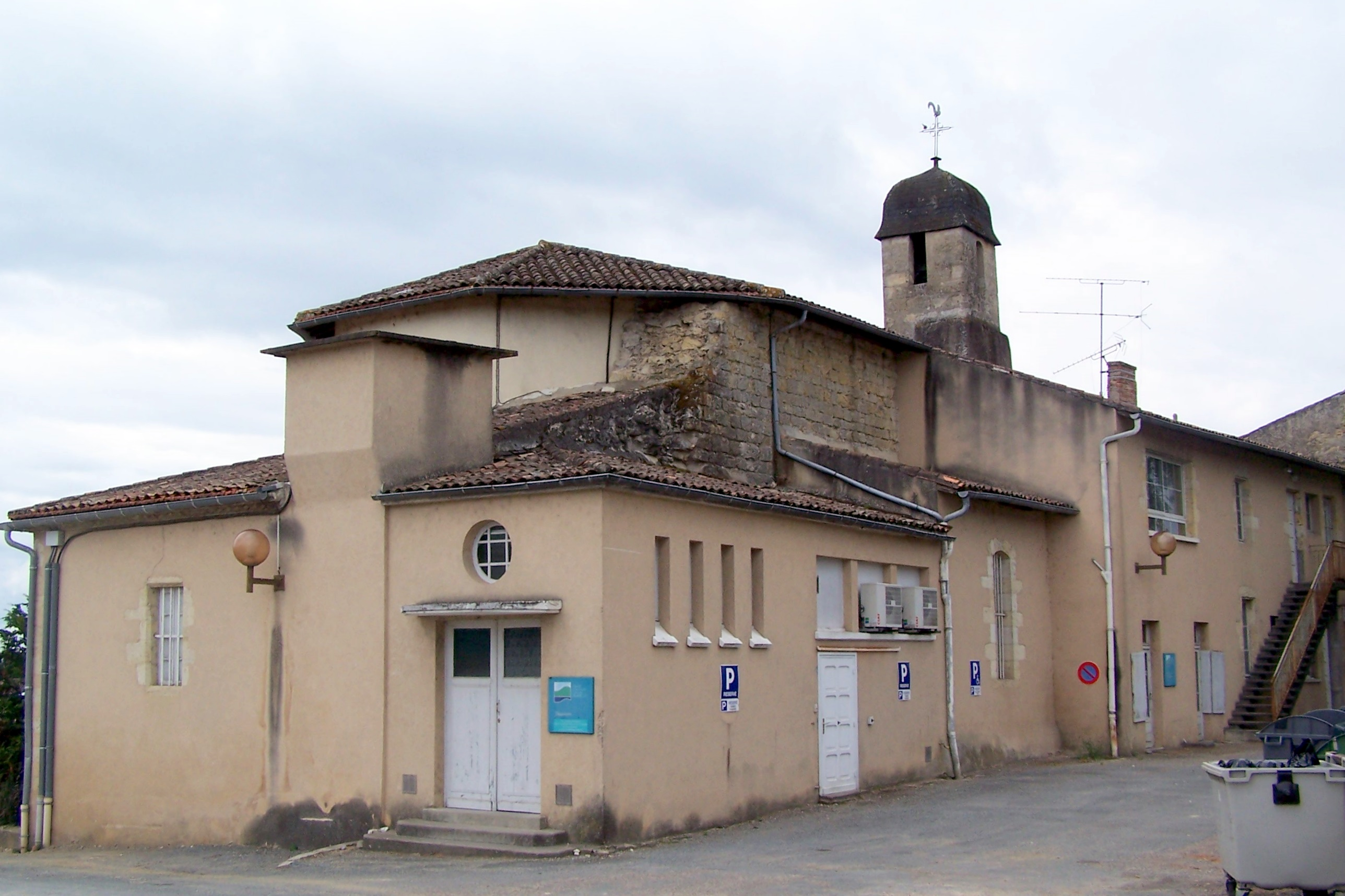
拉雷奥勒中心医院

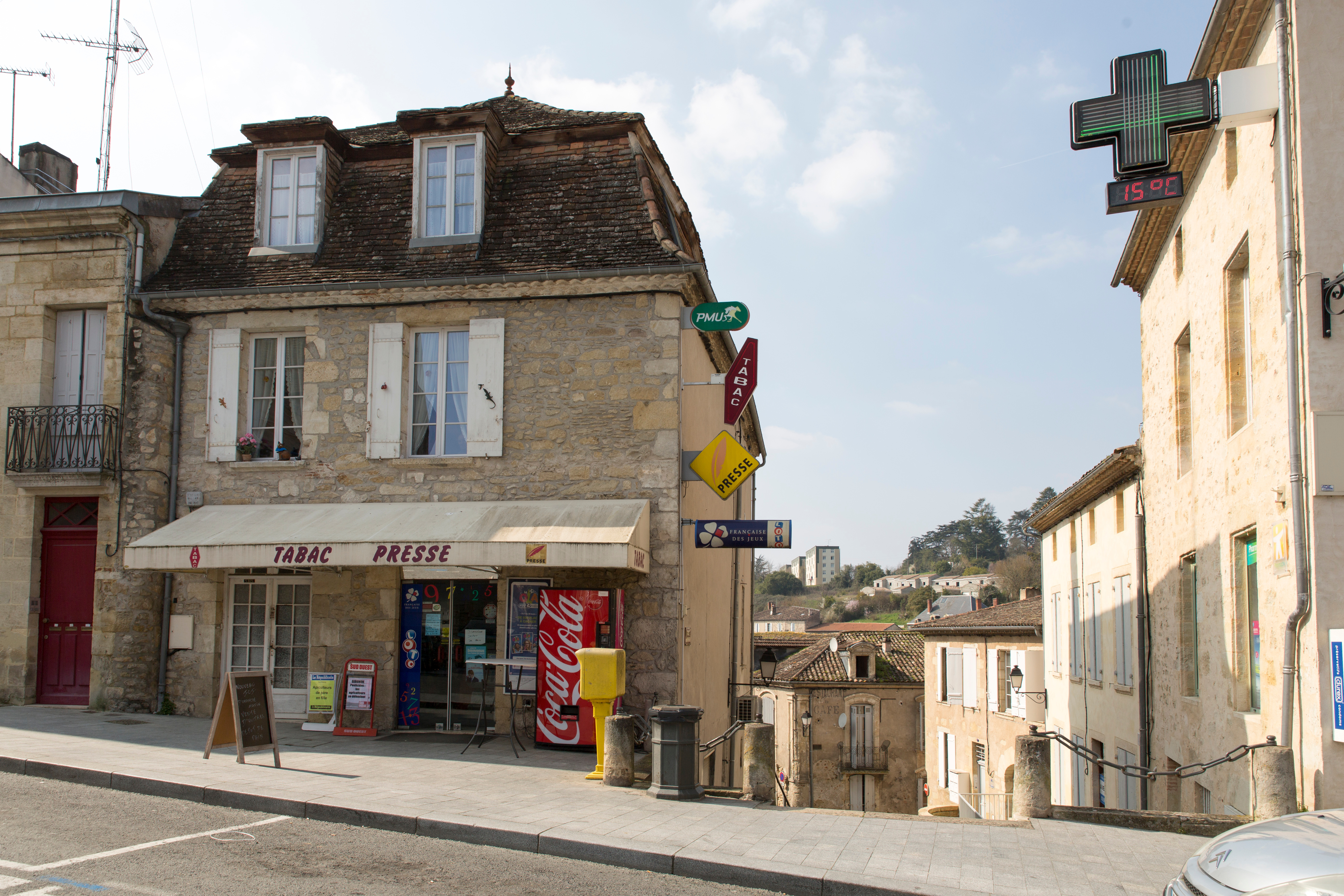
拉雷奥勒镇中心的一家烟酒店

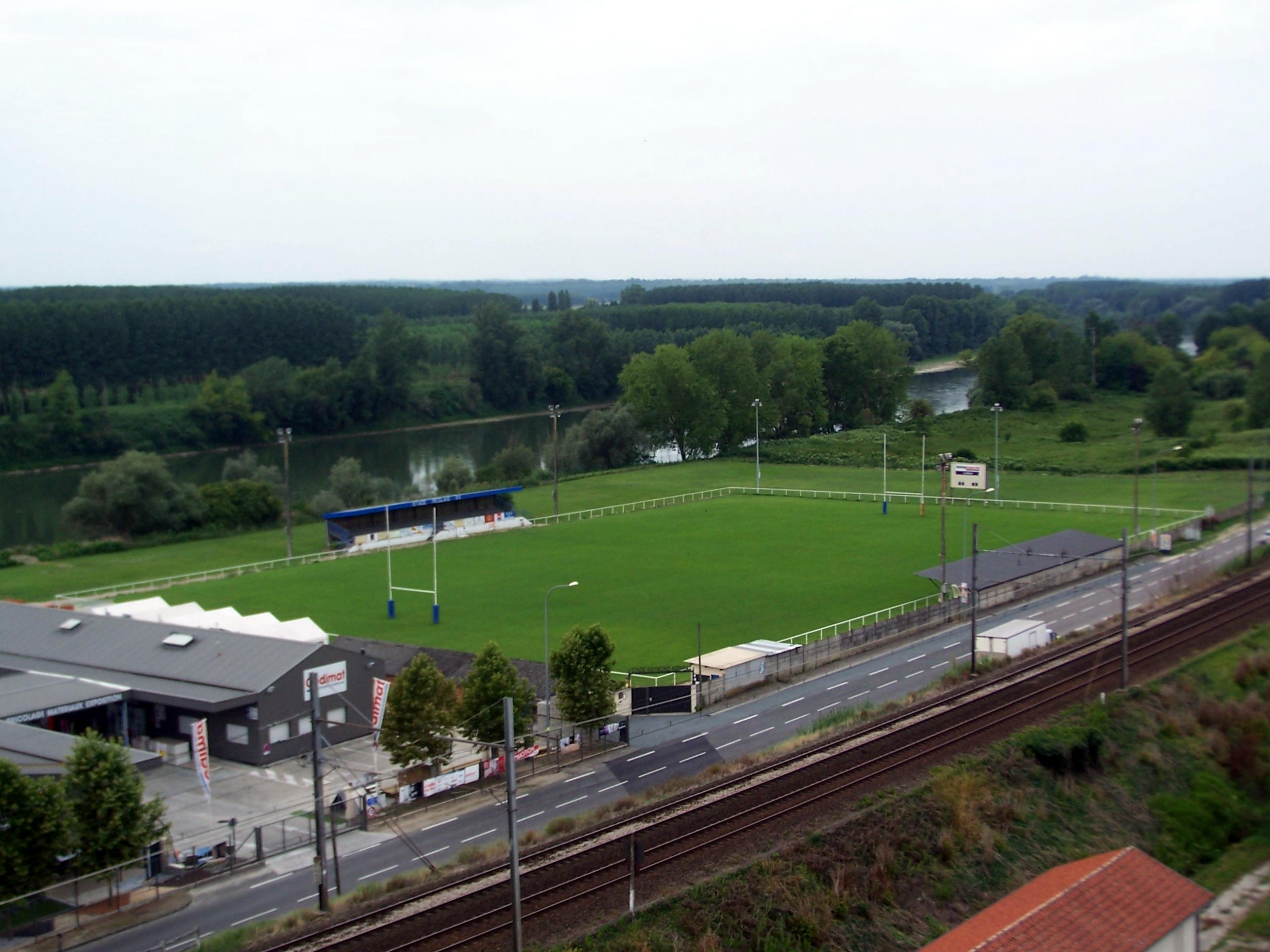
橄榄球场

### 教育
拉雷奥勒属于波尔多学区。截止2020年1月1日，拉雷奥勒境内共有1所幼儿园、1所小学、1所初级中学和1所普通高中。2018至2019学年度，拉雷奥勒境内共有在校中等教育阶段学生1,098名。

### 医疗
截止2020年1月1日，拉雷奥勒境内共有全科医生9名、保健师5名、牙医2名、护士19名、眼科医生1名和助产士2名。境内共有药房3家、养老院2家、残疾人帮扶中心4家。
拉雷奥勒中心医院，全名为“拉雷奥勒南吉伦特中心医院”（Centre Hospitalier Sud Gironde），是法国的一个区域性医疗机构，其主病区位于拉雷奥勒市区，设有床位559个，是当地规模最大的公立综合性医院。

### 住房
2018年，拉雷奥勒境内共有各类住房2,397套，其中65.6%为独立式居民区，33.9%为集中式居民区。常住房屋占拉雷奥勒市镇范围内居民建筑总量的84.6%。
在住房保障政策方面，2020年，拉雷奥勒境内共有814户家庭获得了住房经济补助，受益人数占总人口数量的18.7%，其中781份为房租补助。

### 商业
2019年，拉雷奥勒境内共有各类实体商铺171家，其中餐厅27家、大型超市6家、杂货店3家、面包房4家、肉铺4家、书店6家、银行门店6家、美容美发店8家、汽车维修店14家。市区西部建有开放式商业街区，有Intermarché、Lidl、Action、BUT等商场。

### 体育
2020年，拉雷奥勒境内共有1家游泳池、2间体育馆、1座综合体育场、5处网球场、1处马术场、4处足球或橄榄球场以及1处篮球或排球场。
拉雷奥勒因联盟式橄榄球而闻名。拉雷奥勒橄榄球俱乐部成立于1938年，2022至2023赛季参加法国联盟式橄榄球乙组联赛；此外当地还有一支名为“Stade Reolais”的橄榄球俱乐部。
截至2022年6月，拉雷奥勒吉伦特足球俱乐部（FC Gironde la Réole，编号554180）是当地唯一的注册足球俱乐部，其主队2022至2023赛季参加吉伦特省足球联赛甲组（法国第九级别），其主场为让-皮埃尔·阿斯托尔吉球场（Stade Jean-Pierre Astorgis）。

### 环境
拉雷奥勒的环境事务由其所属的南吉伦特拉雷奥勒市镇公共社区负责。2019年，拉雷奥勒境内共有1家污染企业。

### 治安
2019年，拉雷奥勒市镇范围内有1处宪兵队。
拉雷奥勒所在地是朗贡-图莱讷国家宪兵队（zone gendarmerie de Langon-Toulenne）的管辖范围。2020年，该宪兵队辖区内共174个市镇累计发生各类案件4,378起，其中盗窃类案件2,288起，经济类案件643起，毒品交易类案件89起。

## 文化
2020年，拉雷奥勒境内共有1家电影院和1家博物馆。拉雷奥勒市政府提供多媒体中心，每周二、三、五、六向公众开放（法定节假日除外）。

### 建筑
拉雷奥勒境内有多处历史建筑，其中法国国家文物保护单位包括本笃会修道院、莱卡特索斯城堡、圣伯多禄教堂等。

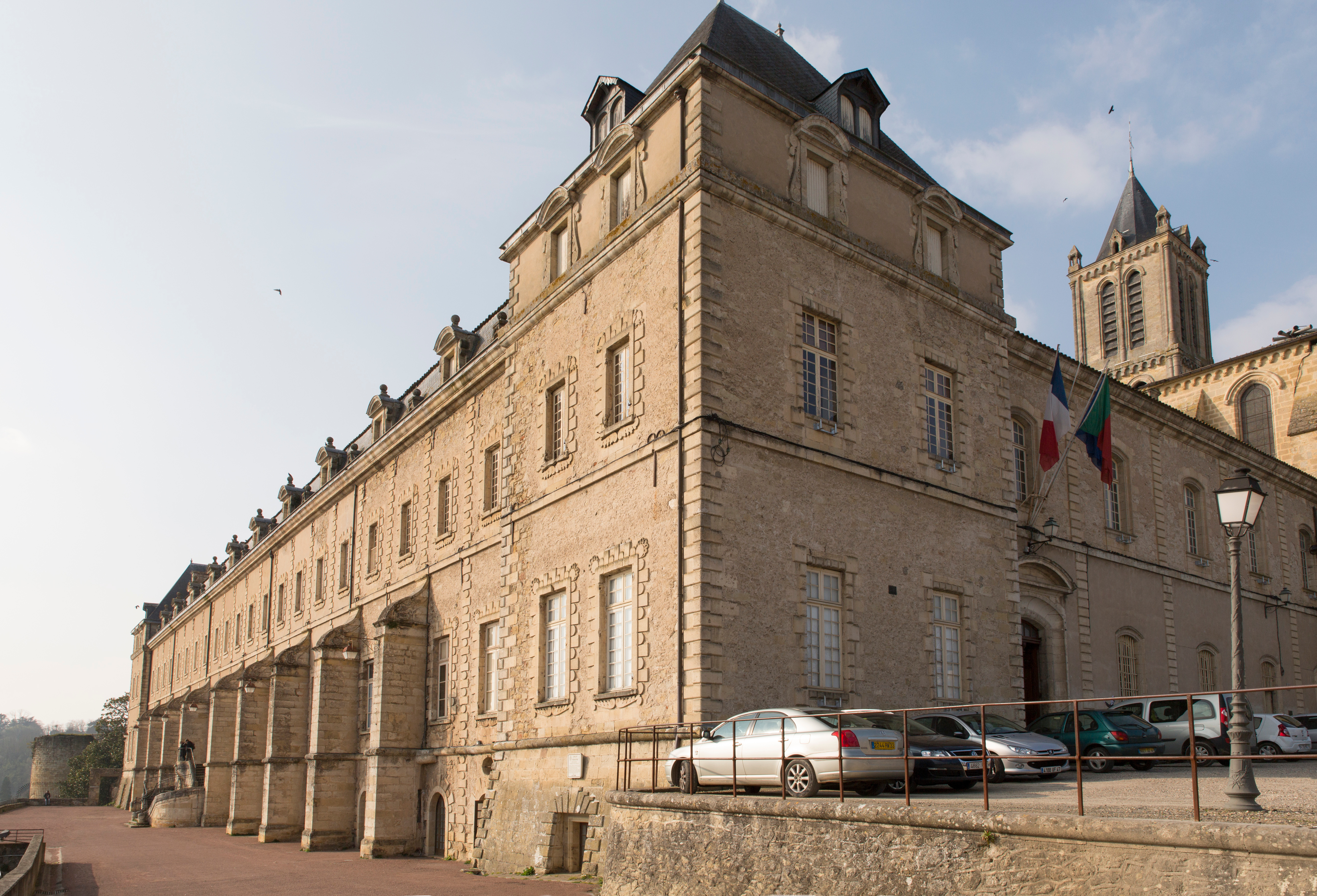
本笃会修道院（法语：Prieuré de La Réole）
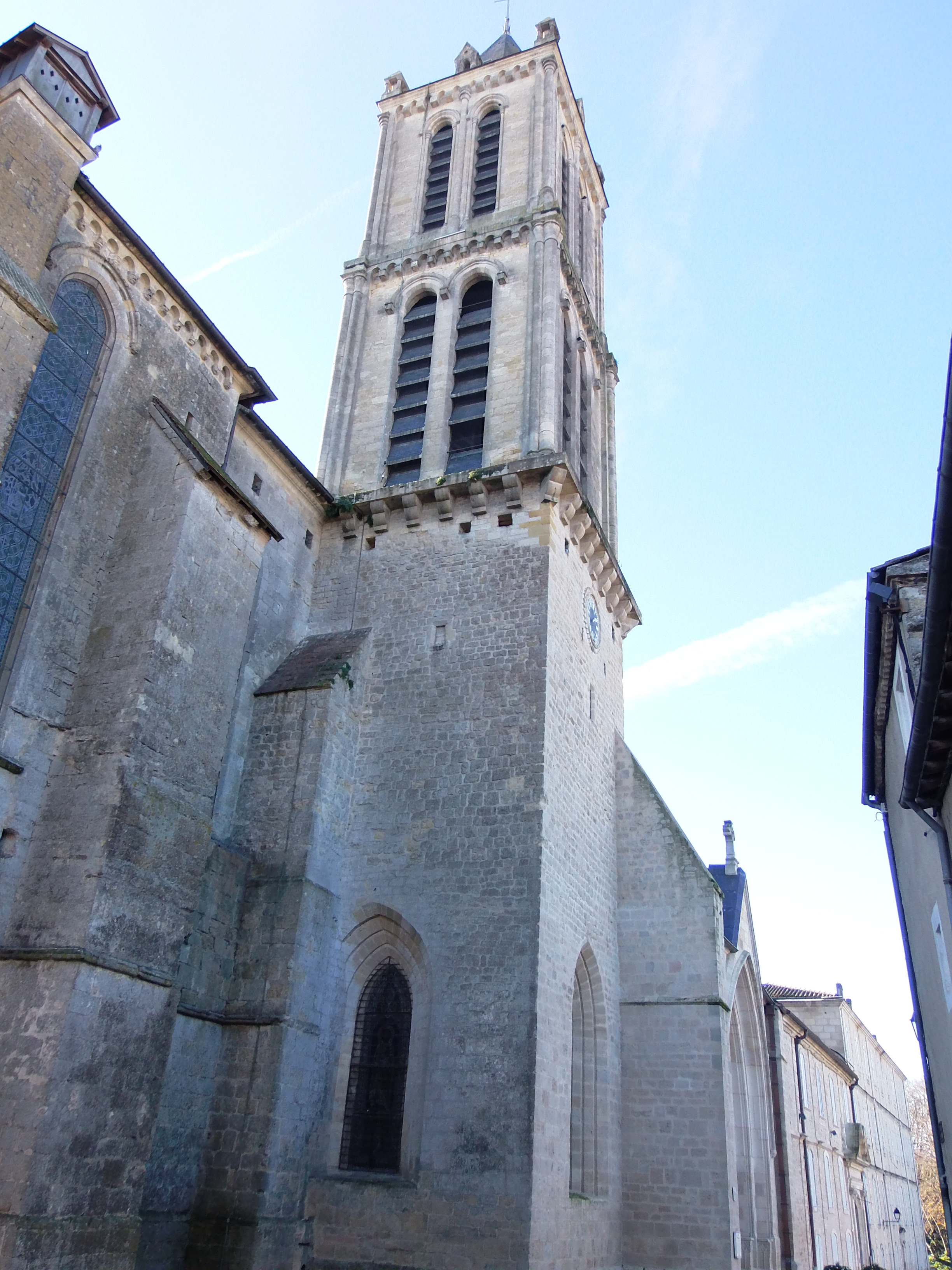
圣伯多禄教堂（法语：Église Saint-Pierre de La Réole）
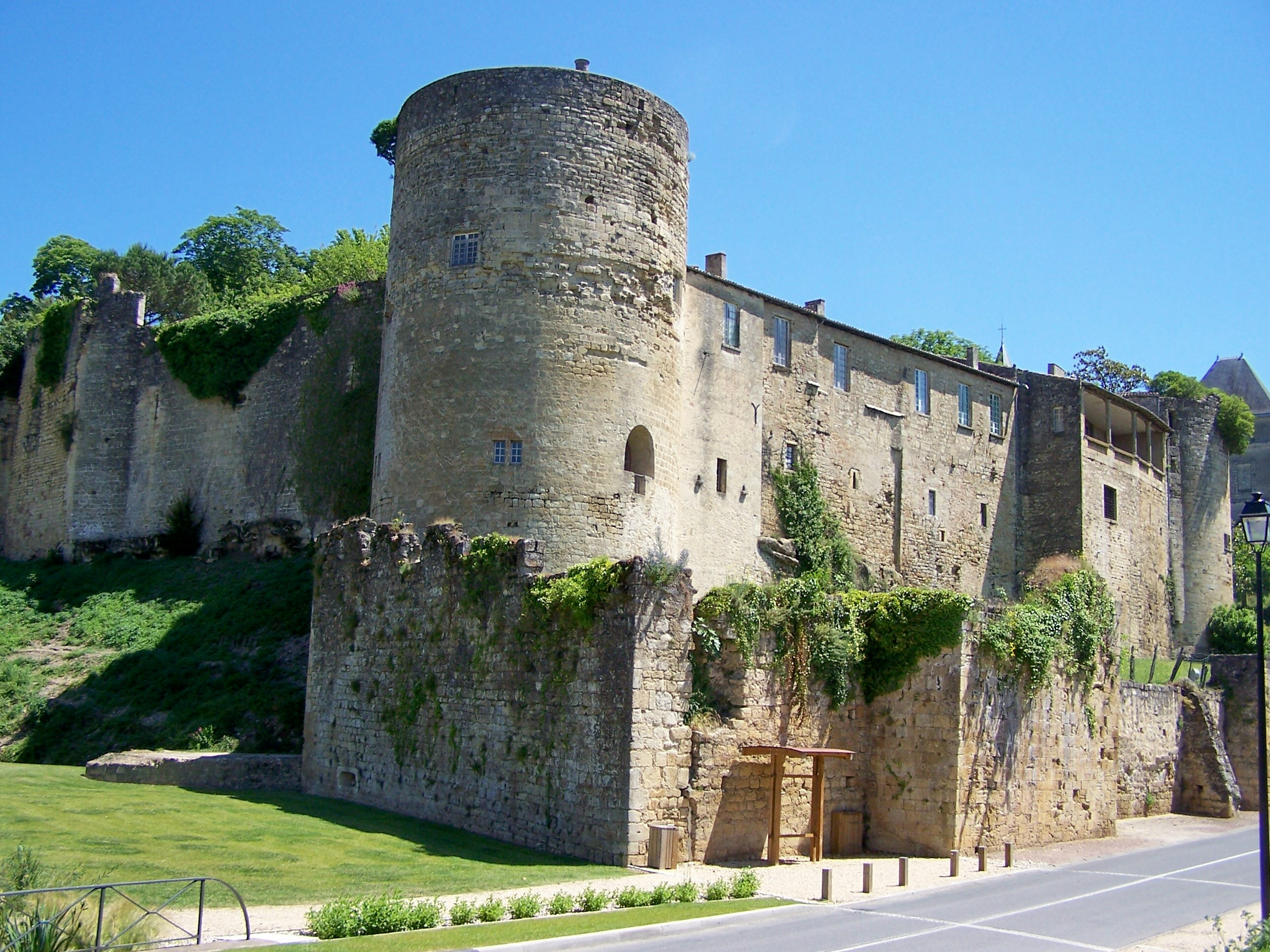
莱卡特索斯城堡（法语：Château des Quat'Sos）
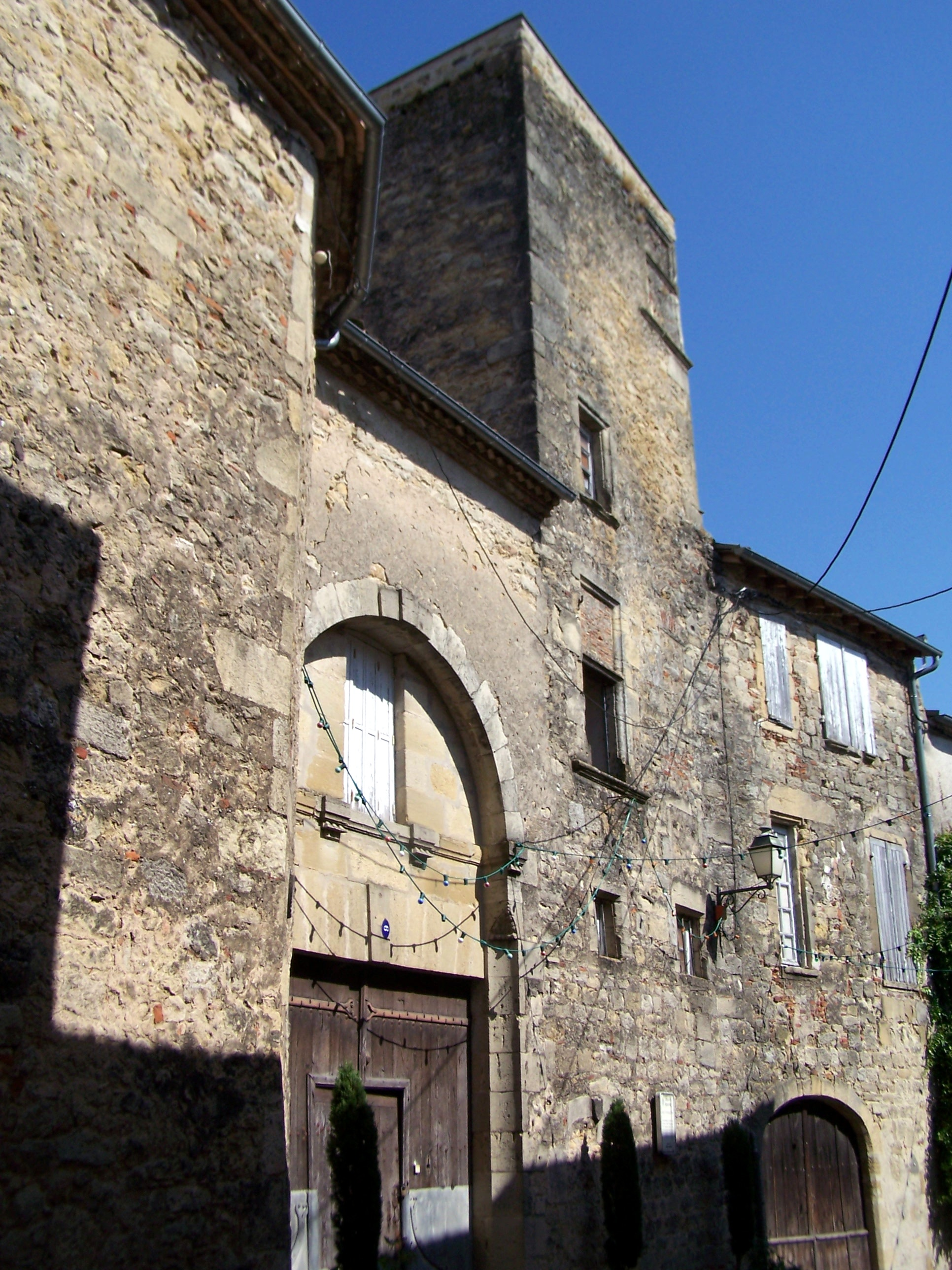
佩瑟甘宫（法语：Hôtel Peysseguin）
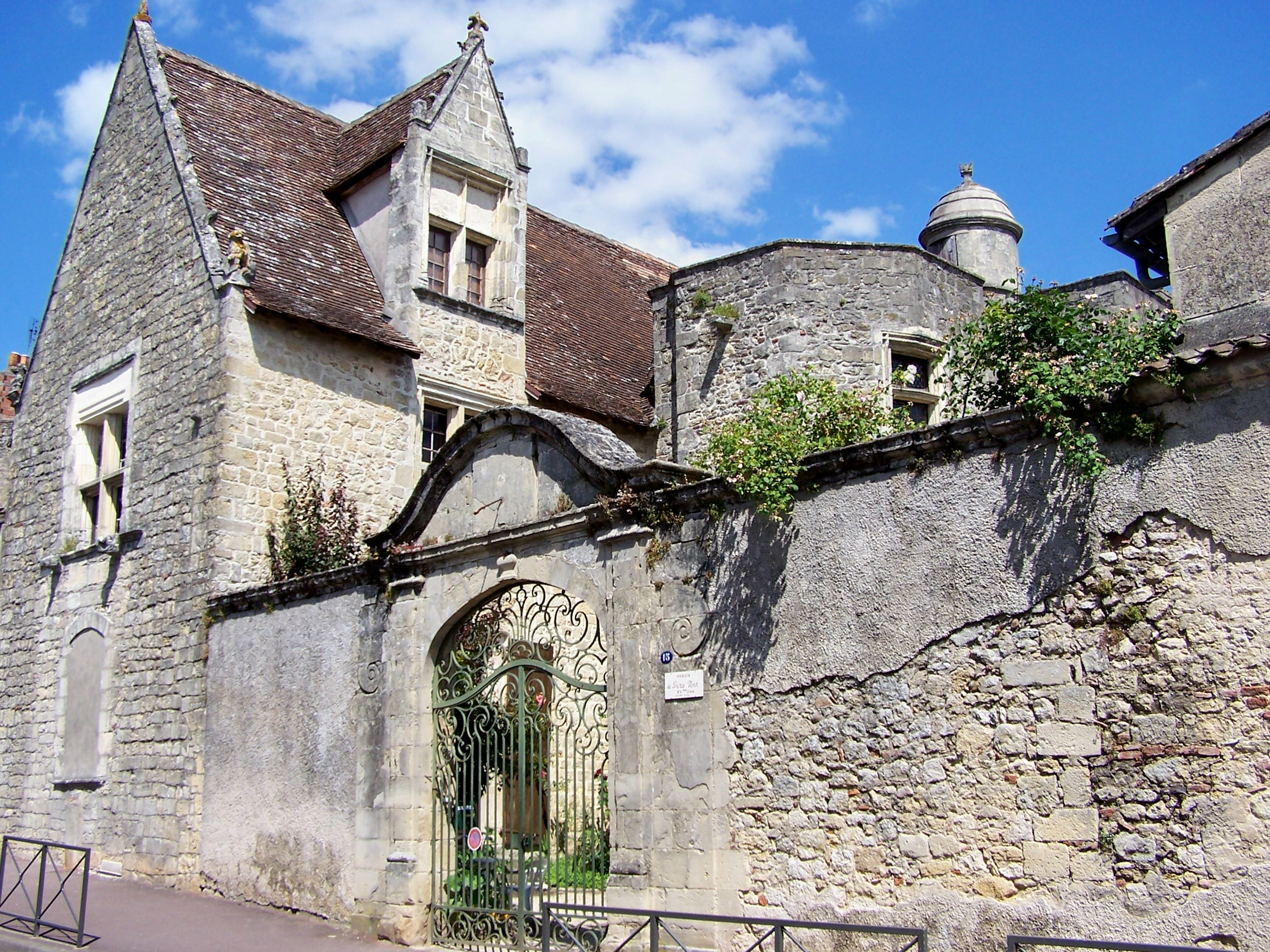
黑太子庄园
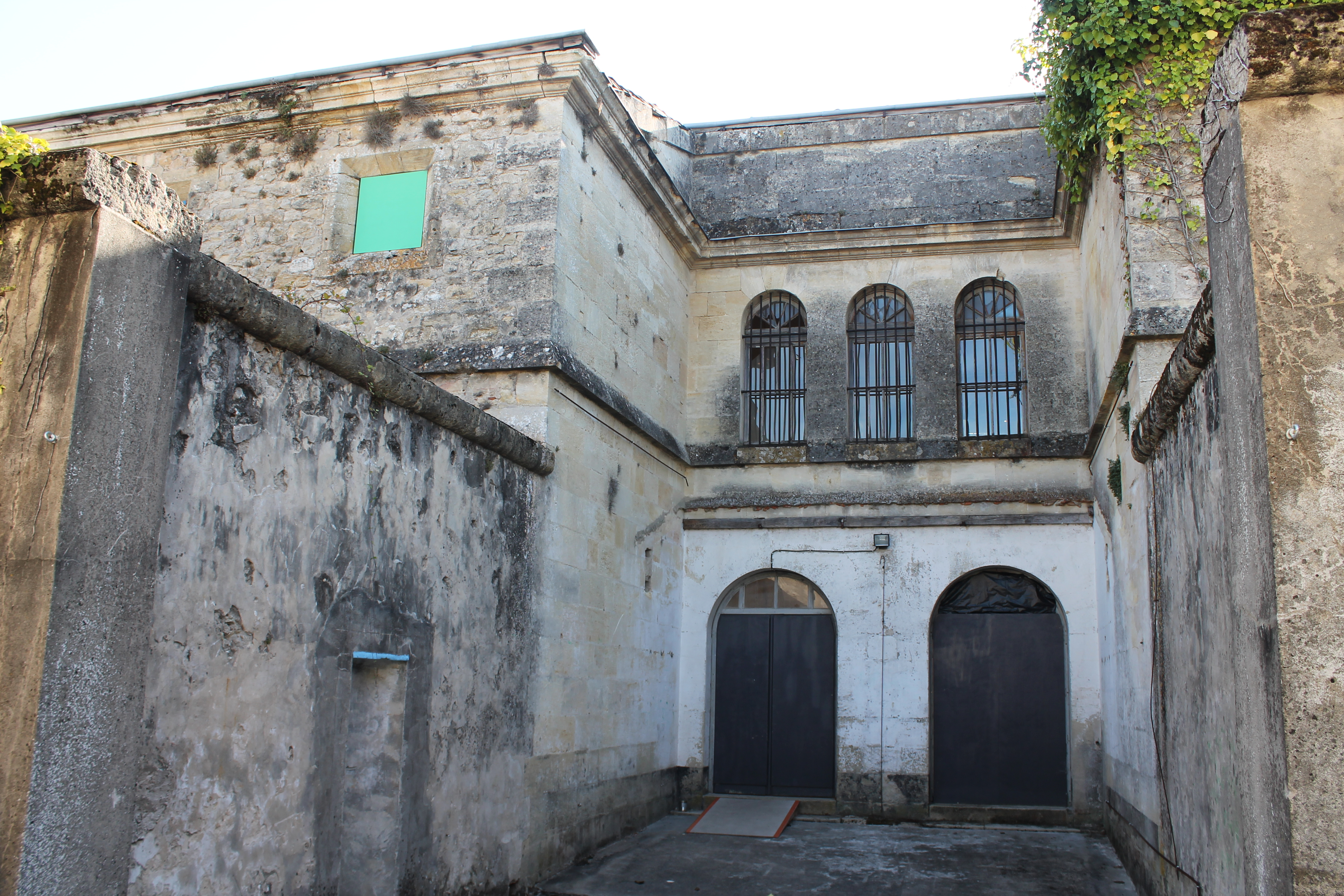
旧监狱
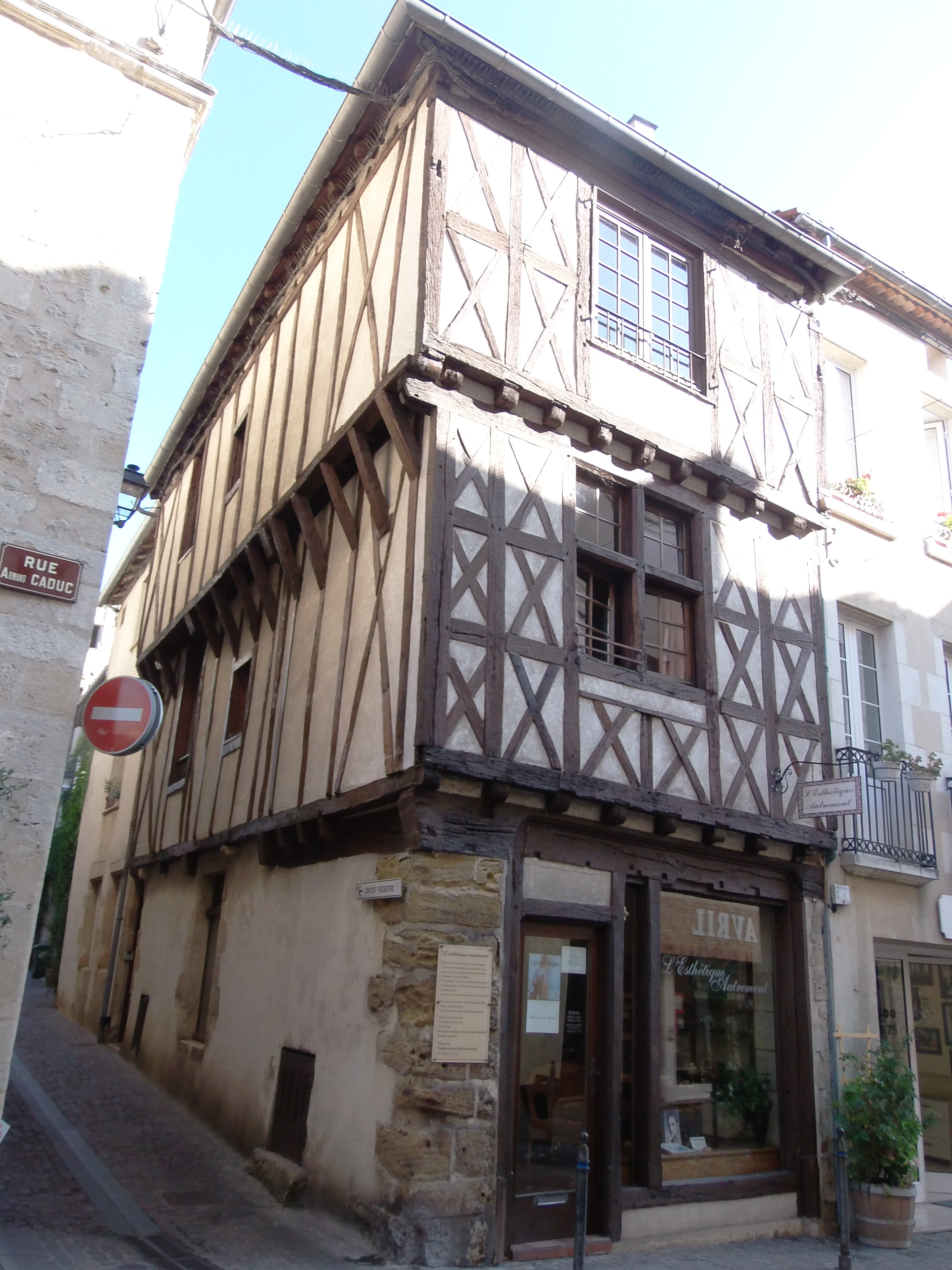
传统民居

### 旅游
拉雷奥勒的旅游事务由其所属的南吉伦特拉雷奥勒市镇公共社区负责。2021年，拉雷奥勒境内有1个露营地，可容纳共45辆露营车。

### 媒体
法国主要的媒体均可在拉雷奥勒接收，法国电视三台下属的新阿基坦大区频道在部分时段播出拉雷奥勒所属区域的地方新闻。《西南报》、蓝色法兰西吉伦特广播、波尔多电视台等是当地主要的地方性媒体。

## 友好城市
截至2022年6月，拉雷奥勒共与五座城市互为友好城市或建有合作交流关系：
- 葡萄牙 奥利韦拉-杜多鲁（1991年）
- 義大利 萨奇莱（2000年）
- 黎巴嫩 Ainata el Arz（2018年）
- 斯洛維尼亞 新戈里察（2018年）
- 中国 泗水县（2018年）